# Суд (пьеса)
«Суд» (др.-греч. Κρίσις) — сатировская драма древнегреческого драматурга Софокла (V век до н. э.) на тему мифов троянского цикла. От её текста сохранился только один короткий фрагмент.
Пьеса рассказывает о суде Париса: троянскому царевичу пришлось выбирать самую красивую из трёх богинь, и он выбрал Афродиту, чем навлёк на себя и Трою гнев Афины и Геры. Отдалённым следствием этого стала Троянская война. О деталях сюжета ничего неизвестно, сохранилось только полторы строчки — по-видимому, часть реплики сатира, надевшего на себя плащ одной из богинь.